# Fernando Briceño
Fernando Briceño (7 juni 1990) is een Venezolaans wielrenner.

## Carrière
In 2012 eindigde Briceño bovenaan het jongerenklassement van de Ronde van Venezuela, waar hij Enrique Díaz bijna drieënhalve minuut voorbleef. Later dat jaar nam hij deel aan de wegwedstrijd voor beloften op het wereldkampioenschap, die hij niet uitreed.
In 2016 won Briceño de vijfde etappe in de Ronde van Venezuela, door met een voorsprong van ruim tweeënhalve minuut op Yorman Fuentes solo als eerste over de finish te komen. Een jaar later won hij de laatste etappe van de Vuelta a la Independencia Nacional, waar hij het peloton 46 seconden voor wist te blijven.

## Overwinningen
2012
Jongerenklassement Ronde van Venezuela
2016
5e etappe Ronde van Venezuela
2017
8e etappe Vuelta a la Independencia Nacional
2019
7e etappe Ronde van Uruguay